# Інцидент 28 січня
Інцидент 28 січня (кит.: 一·二八事變) (до 3 березня 1932) — китайсько-японський конфлікт у Шанхаї та його передмістях, що виник у результаті провокації з боку мілітарістів Японської Імперії (1868—1947).
З другої половини 19 ст. Шанхай розвивався із відчутною іноземною присутністю (див.Французька концесія та Міжнародний сеттлмент). Із поразкою у японо-цінській війні 1894-95 років та укладенням Сімоносекського договору було стверджено міську територію під японським протекторатом. За більш важливою угодою того ж договору Японія отримала о. Формоза (Тайвань), Пескадори та частину півострова Ляодун. Революційні події 1911-12 років та зростання японського політичного та економічного впливу сприяли формуванню китайського націоналізму, а також розповсюдженню анти-японських настроїв серед китайського населення, — як у порівняно ліберальному та модернізованому Шанхаї, так і в інтелектуальних та промислових колах інших міст.
У той час як Японія нарощувала політичну та воєнну присутність на півночі країни (див. Дуань Ціжуй, Nishihara Loans), Шанхай, як зона інтересів західних держав, залишався нейтральною територією та продовжував економічний розвиток. Ситуація загострилася восени 1931 року, коли із нагодою Мукденського інциденту (18 вересня) Квантунська армія японської імперії захопила Маньчжурію. Новини про оголошення про-японської держави на півночі Китаю (28 січня 1932) викликали вибухонебезпечну ситуацію в Шанхаї.

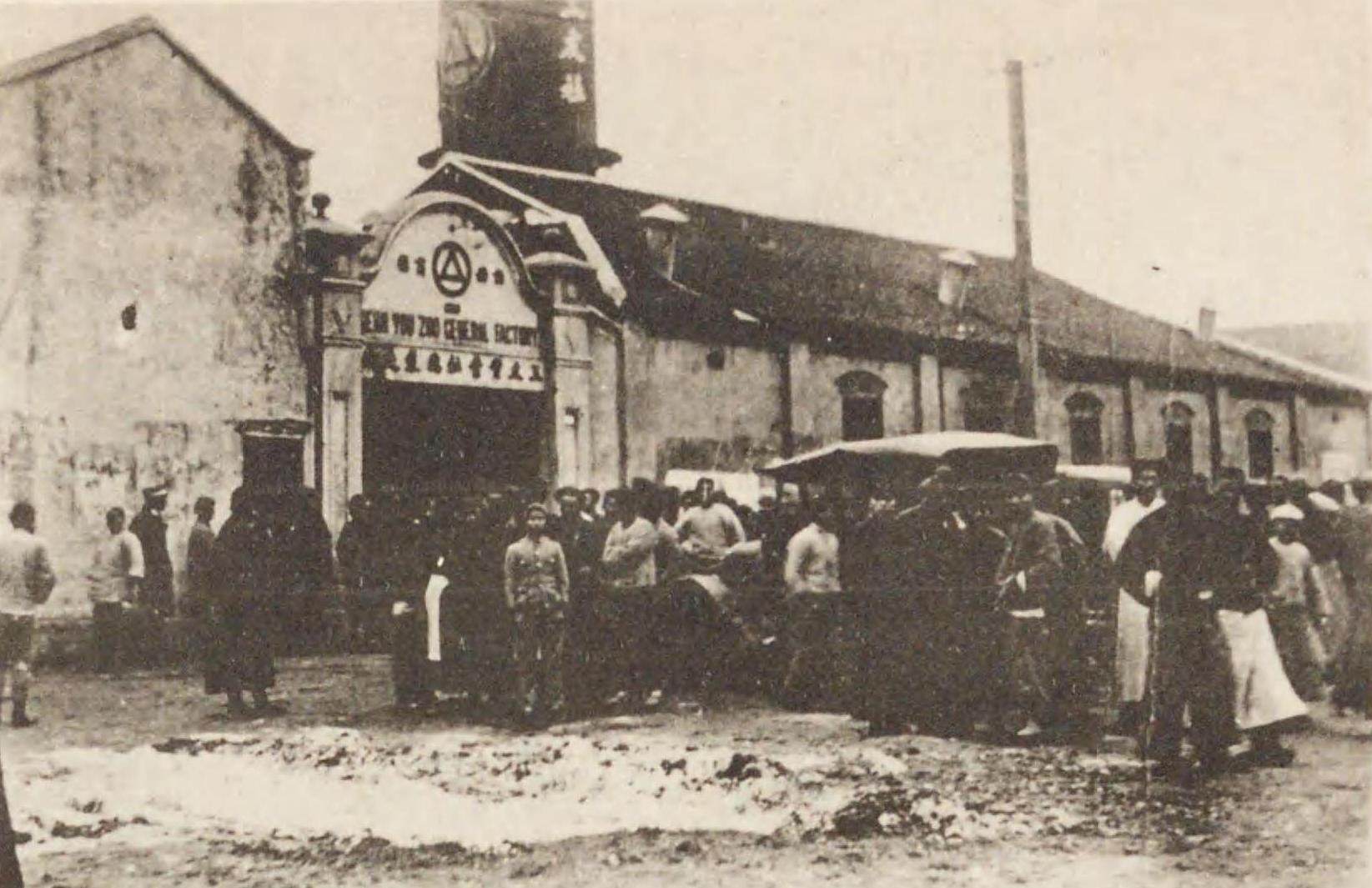
Фабрика Санью («Трьох друзів»)

18 січня, біля фабрики Санью (кит.: 三友實業社), розташованої у східній частині Міжнародного сеттлменту, китайці жорстоко побили двох японських монахів з націоналістичної буддийської секти Нітірен-сю (кит.: 日蓮宗), а також трьох японців з їх пастви. З п'ятьох жертв нападу одного було вбито та ще одного або двох — сильно поранено. Через кілька годин фабрику було підпалено. Незважаючи на зусилля китайської поліції, в місті почалася заворуха, одного поліцейського було вбито, китайські мешканці вийшли на демонстрацію з вимогою бойкоту японських товарів.
На 27 січня японці концентрували біля міста близько 30 військових кораблів, 40 літаків та 7 тисяч солдат. Шанхайському муніцпиалітету було висунуто ультиматум щодо репарації за пошкоджене японське майно та негайного приборкання протестів. Незважаючи на згоду з китайської сторони, наступного дня японський літак атакував місто. За визначенням американського історика Барбари Такман (1912—1989), ця атака стала першим актом авіаційного бомбардування мирного населення, який на п'ять років передував бомбардуванню Герніки (1937, див. Герніка (картина)). Атаку було підкріплено з землі.
30 січня Чан Кайши віддав наказ тимчасово перевести уряд Китайської Республіки з Нанкіну, який знаходився близько небезпечної зони, до Лояну. Оскільки Шанхай був великою міжнародною метрополією, західні уряди (США, Велікобританія та Франція) виступили за дипломатичне врегулювання конфлікту, але бойові дії тим часом продовжувалися.
4 березня, за участю Ліги Націй, було досягнуто угоду про демілітаризацію Шанхаю. Незважаючи на тимчасове замирення, інцидент мав болючі наслідки для слабкого республіканського уряду Китаю. Вже у тому ж році японці знову атакували Китай на півночі та утворили демілітаризовану буферну зону між Маньчжурією та Пекіном. 7 липня 1937 розпочалася Японсько-китайська війна.